# Kênh Láng Trâm
Kênh Láng Trâm là một con sông đổ ra Kênh Xáng Cà Mau - Bạc Liêu. Sông có chiều dài 29 km và diện tích lưu vực là km². Kênh Láng Trâm chảy qua các tỉnh Bạc Liêu, Cà Mau.
Theo hồ sơ của UBND xã Tân Thạnh xác định nguồn gốc con kênh có từ năm 1984, là kênh đào, hình thành gọi là kênh xáng Láng Trâm. Con kênh này có chiều dài hàng chục km, nối liền kênh xáng Bạc Liêu – Cà Mau từ địa phận thị xã Giá Rai, tỉnh Bạc Liêu đến huyện Thới Bình, tỉnh Cà Mau.